# 1654
Anul 1654 (MDCLIV) a fost un an comun al calendarului gregorian, care a început într-o zi de joi.

## Evenimente
- 19 aprilie: Se sfârșește domnia lui Matei Basarab în Țara Românească.

## Nașteri
- 4 mai: Împăratul Kangxi al Chinei (d. 1722)
- 1 iulie: Louis Joseph de Bourbon, duce de Vendôme, mareșal al Franței (d. 1712)
- 25 iulie: Agostino Steffani, compozitor, diplomat și episcop auxiliar italian (d. 1728)
- 3 august: Karl I, Landgraf de Hesse-Kassel (d. 1730)
- 26 august: Constantin Brâncoveanu, domn al Țării Românești (d. 1714)
- 4 decembrie: Dănilă Apostol, hatman al cazacilor din Ucraina de Vest (d. 1734)
- 27 decembrie: Jakob Bernoulli, matematician și fizician elvețian (d. 1705)
- 30 decembrie: Arhiducesa Maria Anna Josepha de Austria (d. 1689)

## Decese
- 19 aprilie: Matei Basarab (Matei Brâncoveanu), 73 ani, domn al Țării Românești (1632-1654), (n. 1580)